# Hochstubofen
Hochstubofen är en bergstopp i Österrike. Den ligger i distriktet Liezen och förbundslandet Steiermark, i den centrala delen av landet. Toppen på Hochstubofen är 2 385 meter över havet.
Vandringsleden från fjällstugan Neunkirchner Hütte till passet Rocklscharte (2240 meter över havet) bedöms som enkel men den sista delen till toppen kräver övning.
Trakten runt Hochstubofen består i huvudsak av kala bergstoppar och gräsmarker.